# Attentat à la bombe de Kaspiisk de 1996
L'attentat à la bombe de Kaspiisk de 1996 est survenu le 16 novembre 1996 lorsque des terroristes tchétchènes ont fait exploser un immeuble à Kaspiisk, au Daghestan, en Russie, tuant 68 personnes.

## Attentat
L'attentat a détruit un immeuble d'appartements de neuf étages, faisant 68 morts, dont 21 enfants. La cible de l'attentat est soupçonnée d'être les gardes-frontières russes qui vivaient à l'intérieur avec leurs familles,. 
Selon le commandant des garde-frontières de la région du Caucase, au moins deux bombes contenant plus de 25 kilos de TNT ont été utilisées pour faire exploser le bâtiment ou habitait 130 personnes.
Les responsables n'ont jamais été identifiés.

## Réactions
Boris Eltsine a décrété une journée de deuil national en réponse à l'attentat.